# Miguel Antonio de Zumalacárregui
Miguel Antonio de Zumalacárregui e Imaz (Idiazábal, Guipúzcoa, 21 de febrero de 1773 - Madrid, 1 de mayo de 1846) fue un político liberal y jurista español, hermano mayor del famoso general carlista Tomás de Zumalacárregui.

## Biografía
Miguel Antonio de Zumalacárregui nació en la localidad guipuzcoana de Idiazábal en febrero de 1773. Su padre, Francisco Antonio Zumalacárregui era el escribano de dicha villa. Miguel Antonio tuvo diez hermanos, el penúltimo de los cuales, Tomás, 15 años más joven que él, obtendría gran fama y notoriedad como organizador y general del ejército carlista en la Primera Guerra Carlista. La figura de Tomás, mitificada a lo largo del siglo XIX posiblemente debido a su prematura muerte; acabaría eclipsando a la de su hermano mayor, que fue una figura política notable en la primera mitad del siglo XIX; paradójicamente defendiendo ideas antagónicas a las de su hermano menor.
Miguel Antonio estudió filosofía y leyes en Córdoba, Sevilla y Osuna. Tras finalizar sus estudios comenzó una carrera en la administración del Estado. En 1797 obtuvo una plaza como abogado en la Audiencia de Sevilla y en 1803 fue nombrado Alcalde Mayor de la Audiencia de Oviedo. Estando en Oviedo se casó con María Ventura de Larrea, que era sirvienta en casa de Manuel Godoy, lo que pudo favorecer su nombramiento como Oydor de dicha Audiencia. No tuvo descendencia con María Ventura.
Estando en dicho cargo llegó la invasión francesa de 1808, que daría inicio a la Guerra de la Independencia Española. Cuando comenzó el levantamiento contra los franceses abandonó su cargo y se unió a la guerrilla que combatía a los franceses en Asturias. Tuvo al parecer un papel relevante en la toma de Oviedo a los franceses en mayo de 1809, ciudad que volvería a manos francesas un año más tarde. Fue comisionado por las Juntas de Defensa de Asturias para acudir a Extremadura en busca de ayuda militar del Marqués de la Romana y de allí marchó a Cádiz donde en 1810 se estaban constituyendo las Cortes de Cádiz. 

### Cortes de Cádiz
En Cádiz fue elegido como representante provisional de la provincia de Guipúzcoa en dichas cortes. Al estar Guipúzcoa ocupada, votaron solo los guipuzcoanos a los que se pudo localizar fuera de las regiones invadidas. 140, de los que 105 estaban en Cádiz. 71 de ellos eran armeros. Ocupó el cargo de diputado entre el 22 de septiembre de 1810 y el 15 de enero de 1814.
Se mostró extremadamente activo como diputado. Fue uno de los secretarios de las Cortes, presidente de turno de las mismas, y miembro activo de numerosas comisiones. Durante las sesiones tomó la palabra sobre múltiples asuntos. por lo tanto puede afirmarse que su papel fue bastante relevante en la redacción de la Constitución de 1812. Una de sus actuaciones más reseñables como diputado fue la defensa que hizo del general José Imaz, al que las Cortes querían formar un consejo de guerra por haber rendido a los franceses la ciudad de Badajoz y la defensa de Bartolomé Gallardo, al que querían juzgar las Corte por ínjurias a la Iglesia debido a la publicación de un libro y cuyo enjuiciamiento evitó Zumalacárregui. En las Cortes de Cádiz se distinguió como un liberal moderado. A finales de 1812 se reunió con su hermano Tomas, enviado por el líder guerrillero guipuzcoano Gaspar de Jáuregui para efectuar diversas gestiones ante el gobierno. 
También ocupó la presidencia de las Cortes durante unos pocos días desde el 24 de enero de 1813 hasta el 23 de febrero del mismo año. Durante su breve mandato se aprobó la disolución de la Inquisición Española.

### Represión absolutista
A comienzos de 1814 con los franceses recién expulsado de España termina el mandato como diputado de Zumalacárregui, que es acusado por ciertos diputados absolutistas de ser partícipe de una conspiración contra el rey Fernando VII. Marcha a Madrid donde queda imposibilitado durante algunos meses de participar en la vida política debido a una uretritis que padece. En mayo de 1814 cuando el rey suspende las Cortes de Cádiz y restaura el absolutismo, manda encarcelar a Zumalacárregui junto con otros políticos liberales que habían participado en dichas Cortes. Zumalacárregui estuvo confinado durante año y medio en un hospital, debido a su delicado estado de salud. Fue acusado de tomar medidas contra la Iglesia y el Rey durante su mandato en las Cortes de Cádiz y el fiscal pidió diez años de confinamiento. Su actitud en defensa de Bartolomé Gallardo durante las Cortes de Cádiz fue una de las principales causas de su enjuiciamiento. Finalmente, en 1815, fue absuelto de sus cargos, pero perdió los cargos públicos que ocupaba en Asturias, le fue pagada únicamente la mitad del sueldo que le correspondía y fue desterrado a Valladolid. Pasó 5 años sin poder ejercer su oficio, hasta que en 1820 el rey le restituyó en su cargo de Oydor, aunque eso sí le siguió manteniendo desterrado en Valladolid.

### Trienio Liberal
Cuando Rafael del Riego realiza la proclama que da comienzo al Trienio Liberal, Zumalacárregui se encontraba en Valladolid. Apoyó el pronunciamiento y tomó parte de la Junta Revolucionaria. Tras el triunfo de los liberales, marchó a Madrid y regresó a la vida pública, siendo elegido en abril magistrado de la Audiencia de Madrid, y posteriormente miembro del Tribunal Supremo. En las disputas internas que tuvieron los liberales durante el Trienio Liberal, Zumalacárregui se alineó con los liberales moderados. Hay que decir que era integrante de la Masonería, sociedad secreta en la que estaban integrados los miembros de este grupo. A pesar de los vaivenes que se produjeron por las luchas internas entre los liberales Zumalacárregui se mantuvo en estos cargos hasta 1823 cuando se produjo la invasión de los Cien Mil Hijos de San Luis. Acompañó al gobierno en su huida hacia el sur hasta llegar a Cádiz, donde fueron sitiados por las tropas invasoras. Finalmente se rindió a los franceses en octubre de 1823 siendo de los liberales que no huyeron al extranjero sino permaneció en el país.

### Nueva represión absolutista
Zumalacárregui viviría en Cádiz hasta 1829 de manera discreta. La razón de que permaneciera en Cádiz se debió probablemente a que la ciudad estuvo ocupada por tropas francesas durante esos años y estas se mostraban más tolerantes con los liberales que los absolutistas españoles. Por ello no sufrió cárcel durante esos años, aunque no tuvo libertad de movimientos.
A la muerte de su mujer en 1829 intentó abandonar la ciudad, aunque solo pudo hacerlo con libertad de movimientos restringida. Vivió en Jerez de la Frontera, brevemente en Madrid y luego en Chiclana de la Frontera. Esta situación finalizó a raíz de la muerte de Fernando VII en 1833 que abrió de nuevo las puertas de la administración pública a los antiguos liberales.

### Guerras Carlistas
En noviembre de 1833 es nombrado Oydor de la Audiencia de Galicia, siendo nombrado en febrero Oydor de la Audiencia de Burgos, recién creada, que él se encargó de organizar. En aquel momento había estallado ya la Primera Guerra Carlista, en la que su hermano Tomás había tomado un papel relevante como comandante en jefe de los rebeldes carlistas. Miguel Antonio trató de atraerse a su hermano al bando de Isabel II y para ello entabló correspondencia con él, pero todo intento de ello fue en vano. El 24 de junio de 1835 falleció su hermano Tomás durante el Sitio de Bilbao. En septiembre de 1835 Miguel Antonio es nombrado magistrado del Tribunal Supremo de España y las Indias y en octubre de 1836 es elegido Diputado a las Cortes Constitucionales en representación de Guipúzcoa, territorio que en aquel momento estaba en su mayor parte en manos de los carlistas. Durante el mes de febrero de 1837 fue el presidente de las Cortes. Como liberal Miguel Antonio fue un defensor de la modificación de los Fueros vascos. Durante esa legislatura apoyó como diputado de Guipúzcoa el traslado de las aduanas del río Ebro a la costa y la abolición de las Diputaciones Forales, defendiendo de esa manera los interés mercantiles de la ciudad de San Sebastián en detrimento de los del interior de la provincia. En 1837 y 1839 fue reelegido de nuevo Diputado a Cortes por Guipúzcoa ejerciendo dicho cargo hasta el final de la Guerra carlista. Fue elegido vicepresidente de las Cortes y ejerció la presidencia interina en varias ocasiones. Fue uno de los integrantes de la comisión foral que aprobó la Ley del 25 de octubre de 1839 que a pesar del Convenio de Vergara que había puesto fin a la Primera Guerra Carlista, modificaba los aspectos referidos de los Fueros Vascos, favoreciendo los intereses mercantiles de Bilbao o San Sebastián. En noviembre de 1839 cesa como diputado al acabar la efímera 10.ª legislatura. A comienzos de 1840 es nombrado alcalde de San Sebastián, cargo en el que estuvo un año. Durante su mandato estuvo la mayor parte del tiempo en Madrid.

### Ministro
En marzo de 1841 es nombrado magistrado y en mayo Senador por la Provincia de Segovia. Entre junio de 1842 y mayo de 1843 Zumalacárregui ejerció el cargo de Ministro de Gracia en un gabinete de transición dirigido por el regente Baldomero Espartero. Sus principales aportaciones se dieron en la agilización de los juicios del proceso de la Desamortización, que aceleraron dicho proceso y en intentar que los jueces apoyaran a la reina, el regente y la Constitución. La crisis desatada a raíz del bombardeo de Barcelona por parte de Espartero desembocó en una remodelación del gabinete en la que Zumalacárregui fue forzado a dimitir. 
A partir de 1843 Zumalacárregui estuvo retirado de la política y de la justicia, residiendo en Madrid. Murió en 1846 a raíz de una apoplejía.